# Lobato (Paraná)
Lobato is een gemeente in de Braziliaanse deelstaat Paraná. De gemeente telt 4.405 inwoners (schatting 2009).

## Aangrenzende gemeenten
De gemeente grenst aan Atalaia, Colorado, Cruzeiro do Sul, Flórida, Paranacity, Santa Fé en Uniflor.